# Павловский, Иван Григорьевич (генерал)
Ива́н Григо́рьевич Павло́вский (11 (24) февраля 1909 — 27 апреля 1999) — советский военачальник, Главнокомандующий Сухопутными войсками — заместитель Министра обороны СССР (1967—1980). Генерал армии (1967). Герой Советского Союза (1969). Член  ЦРК КПСС (1966—1971) и  ЦК КПСС (1971—1981).

## Биография
Родился в селе Теремковцы Подольской губернии, ныне в составе Чемеровецкого района Хмельницкой области Украины. По происхождению — украинец. В 1929 году окончил сельскохозяйственную профессиональную школу, с мая работал агрономом-полеводом Каменец-Подольского окружного колхозсоюза, с сентября 1930 года — участковым агрономом Старо-Ушицкой машинно-тракторной станции.
В ноябре 1931 года призван в ряды Красной Армии районным военкоматом на срочную службу. Служил красноармейцем—курсантом команды одногодичников 9-го стрелкового полка 3-й Крымской стрелковой дивизии имени ЦИК Крымской АССР Украинского военного округа в Симферополе. После её окончания в 1932 году служил в 285-м стрелковом полку 95-й Первомайской стрелковой дивизии Украинского и Киевского военных округов: командир пулемётного взвода, командир учебного взвода полковой школы, командир пулемётной роты. С октября 1938 года — помощник командира батальона в 241-м стрелковом полку той же дивизии, с декабря 1938 — помощник командира отдельного пулемётного батальона Рыбницкого укрепрайона, с апреля 1940 — командир пулемётного батальона там же. Участвовал в в Польском походе РККА в сентябре 1939 года и в присоединении Бессарабии и Северной Буковины в июне—июле 1940 года. В 1941 году окончил заочно первый курс Военной академии РККА им. М. В. Фрунзе.
Член ВКП(б)/КПСС в 1939—1991 годах.

## Великая Отечественная война
С началом Великой Отечественной войны капитан И. Г. Павловский срочно отозван из академии в действующую армию. С июня 1941 по август 1941 года — начальник штаба, с сентября 1941 года — командир 962-го стрелкового полка 296-й стрелковой дивизии 9-й армии на Южном фронте. Участвовал в оборонительных сражениях на Украине: Тираспольско-Мелитопольской, Донбасско-Ростовской, Ростовской оборонительной и Ростовской наступательных операциях 1941 года. В 1942 году участвовал в Харьковском сражении, в Воронежско-Ворошиловградской и в Донбасской оборонительных операциях. В бою 1 марта 1942 года был контужен.
С августа 1942 года — заместитель командира 8-й гвардейской стрелковой бригады, с сентября 1942 года — командир 9-й гвардейской стрелковой бригады в 9-й армии на Закавказском фронте. Был выдвинут на командную работу командиром корпуса генералом И. П. Рослым, оценившим мастерство и храбрость молодого командира. Принимал участие в битве за Кавказ: на оборонительном этапе сражения во второй половине 1942 года участвовал в обороне городов Орджоникидзе и Туапсе, на наступательном этапе сражался при освобождении Краснодарского края в январе — мае 1943 года. Бригада под его командованием участвовала в освобождении городов Алагир, Пятигорск, Железноводск, Невинномысск, Армавир.
С июня 1943 года и до конца войны — командир 328-й стрелковой дивизии в составе Северо-Кавказского, с августа 1943 — Южного, с ноября 1943 — 1-го Украинского, с февраля 1944 — 2-го Белорусского и с апреля 1944 до Победы — 1-го Белорусского фронтов. Во главе дивизии участвовал в Новороссийско-Таманской, Донбасской, Житомирско-Бердичевской, Полесской, Белорусской, Висло-Одерской, Восточно-Померанской и Берлинской операциях. Дивизия непосредственно освобождала такие крупные города, как Радомышль, Житомир, Варшава. В ходе Белорусской наступательной операции в июне 1944 года дивизия полковника Павловского успешно прорвала все рубежи обороны противника и первой в армии вырвалась на оперативный простор, за что была награждена орденом Красного Знамени. В ходе Берлинской операции дивизия первой из войск 1-го Белорусского фронта соединилась с войсками 1-го Украинского фронта у города Кетцин (Кецин), замкнув тем самым кольцо окружения вокруг Берлина. Всего за годы войны 328-я стрелковая дивизия 7 раз отмечалась в приказах Верховного Главнокомандующего И. В. Сталина, ей было присвоено почётное наименование «Варшавская» и она была награждена орденом Красного Знамени. 

## Послевоенное время
С мая по ноябрь 1945 года командовал 185-й стрелковой дивизией в Северной группе войск на территории Польши. В 1945—1948 годах обучался в Высшей военной академии имени К.Е. Ворошилова. С мая 1948 года командовал 25-й гвардейской механизированной дивизией в Отдельной механизированной армии, с сентября 1952 — командовал 6-м стрелковым корпусом в Северо-Кавказском военном округе (штаб - г. Сталинград), с июля 1955 года — 7-й гвардейской армией Закавказского военного округа (штаб армии — в городе Ереван). С апреля 1958 года — первый заместитель командующего войсками Закавказского военного округа. С июня 1961 года — командующий войсками Приволжского военного округа. С ноября 1963 года — командующий войсками Дальневосточного военного округа.
В апреле 1967 года И. Г. Павловский назначен заместителем Министра обороны СССР. 12 апреля 1967 года присвоено воинское звание генерал армии. С ноября 1967 года — Главнокомандующий Сухопутными войсками — заместитель Министра обороны СССР.

## Чехословакия и Афганистан
В августе 1968 года, по его собственным воспоминаниям, генерал армии Павловский был вызван к Министру обороны СССР А. А. Гречко, сообщившему ему о назначении командующим объединёнными войсками государств Варшавского договора в предстоящей операции по вводу войск в Чехословакию (см. Пражская весна (1968)). Вторжение армий пяти государств было произведено 20-21 августа 1968 года и известно под наименованием Операция «Дунай». Общая численность введённых войск составила до 500 000 человек, около 5 000 танков и единиц бронетехники.
Через полгода, указом Президиума Верховного Совета СССР от 21 февраля 1969 года, генералу армии И. Г. Павловскому было присвоено звание Героя Советского Союза. Формально в указе говорилось о мужестве и героизме награждённого в годы Великой Отечественной войны, а также о заслугах в строительстве и укреплении Вооружённых Сил Советского Союза.
В августе — ноябре 1979 года Павловский находился в Афганистане в составе высокопоставленной советской миссии. Кроме официальной задачи по оказанию практической помощи в реорганизации афганской армии, Павловский изучал обстановку в стране перед вводом советских войск в Афганистан. По итогам работы предоставил Министру обороны СССР Д. Ф. Устинову и начальнику Генерального штаба Н. В. Огаркову письменный доклад с категорическими возражениями против ввода советских войск в Афганистан, затем на личных докладах им также отстаивал свою точку зрения. В результате Главкомат сухопутных войск был отстранён от разработки операции по вводу войск в Афганистан, а сам И. Г. Павловский через несколько месяцев снят с должности.

## Последние годы

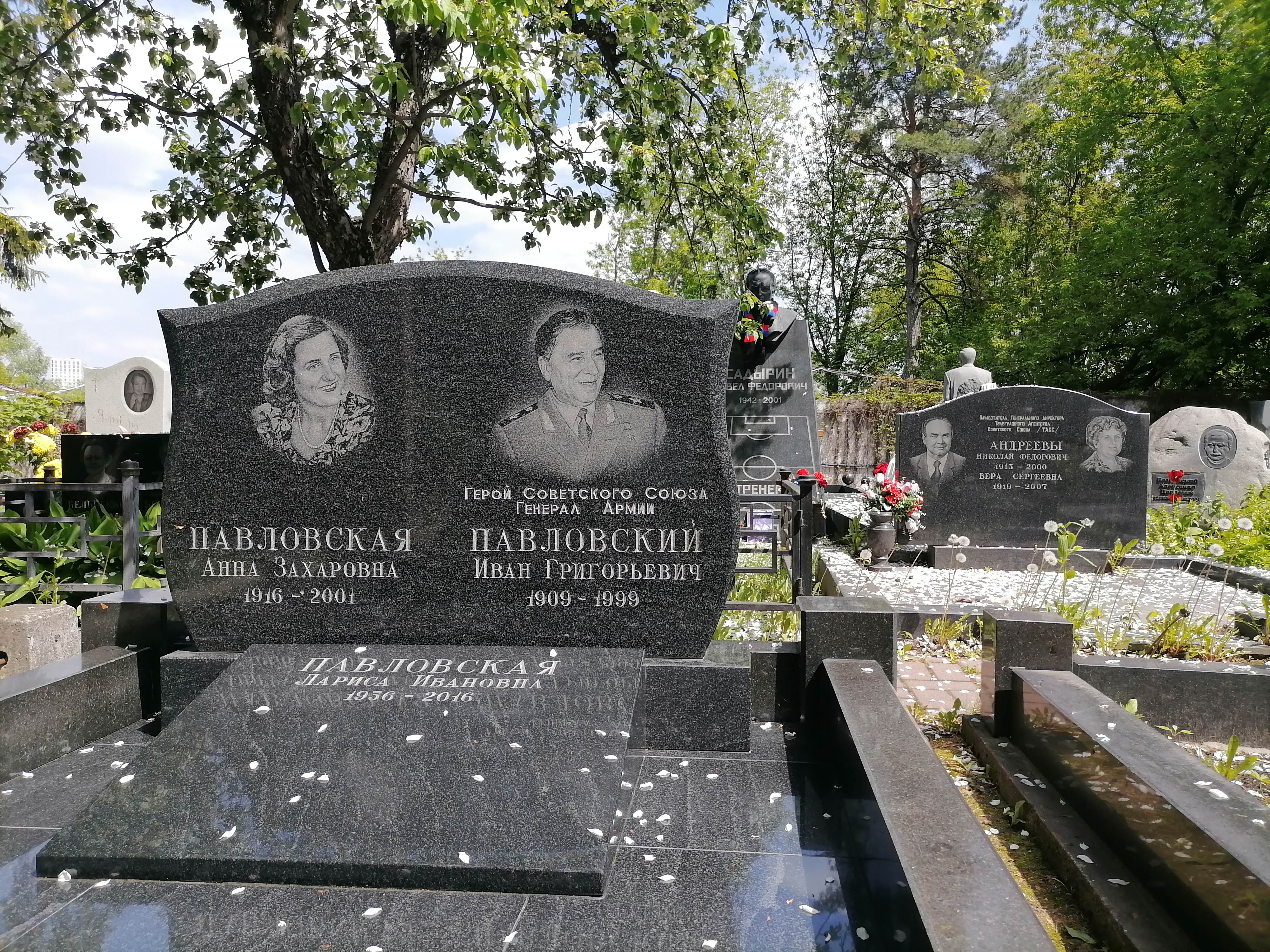
Могила Павловского на Кунцевском кладбище Москвы.

С июля 1980 года — военный инспектор-советник Группы Генеральных инспекторов министерства обороны СССР. С мая 1992 года — в отставке.
Член ВКП(б) с 1939 года. С 1966 по 1971 годы был членом Центральной ревизионной комиссии КПСС. С 1971 по 1981 годы — член ЦК КПСС. Депутат Верховного Совета СССР 6—9-го созывов (1962—1984 гг.).
Жил в Москве. Скончался 27 апреля 1999 года на 91-м году жизни. Похоронен в Москве на Кунцевском кладбище.

## Награды
- Герой Советского Союза (21.02.1969).
- Орден Жукова (Российская Федерация, 25.04.1995).
- Три ордена Ленина (29.05.1945, 22.02.1969, 21.02.1978).
- Шесть орденов Красного Знамени (29.05.1943, 23.12.1943, 25.08.1944, 12.02.1945, 13.06.1952, 22.02.1968).
- Орден Суворова 2-й степени (10.01.1944).
- Орден Отечественной войны 1-й степени (11.03.1985).
- Орден Красной Звезды (05.11.1946).
- Орден «За службу Родине в Вооружённых Силах СССР» 2-й степени (22.02.1989).
- Орден «За службу Родине в Вооружённых Силах СССР» 3-й степени (30.04.1975).
- Медаль «За боевые заслуги» (03.11.1944).
- Медаль «За оборону Кавказа».
- Медаль «За взятие Берлина».
- Медаль «За освобождение Варшавы».
- Другие медали СССР.

## Иностранные награды
- Орден Сухэ-Батора (Монголия, 06.07.1971)
- Командорский крест со звездой ордена «Возрождение Польши» (Польша, ??.02.1968)
- Командорский крест ордена «Возрождение Польши» (Польша, 06.10.1973)
- Крест Храбрых (Польша)
- Орден Знамени Венгерской Народной Республики I степени (Венгрия, 04.04.1975)
- Орден Шарнхорста (ГДР, 06.05.1985)
- Орден «23 августа» I степени (Румыния, 01.10.1974)
- Орден Народной Республики Болгария I степени (Болгария, 14.09.1974)
- Орден Заслуг (Чили)[5]
- Медаль «За Одру, Нису и Балтику» (Польша)
- Медаль «За Варшаву 1939—1945» (Польша)
- Медаль «Победы и Свободы» (Польша)
- Медаль «Братство по оружию» (Польша);
- Медаль «30 лет освобождения Румынии» (Румыния, 18.11.1974)
- Медаль «Военная доблесть» I класса (Румыния, 04.09.1980)
- Медаль «За укрепление дружбы по оружию» золотой степени (ЧССР)
- Медаль «50 лет Коммунистической Партии Чехословакии» (ЧССР, 1971)
- Медаль «За боевое содружество» I степени (Венгрия)
- Медаль «Братство по оружию» в золоте (ГДР)
- Медаль «90 лет со дня рождения Георгия Димитрова» (Болгария)
- Медаль «100 лет со дня рождения Георгия Димитрова» (Болгария)
- Медаль «За укрепление братства по оружию» (Болгария)
- Медаль «100 лет Освобождения Болгарии от османского рабства» (Болгария, 22.11.1978)
- Медаль «40 лет Победы над гитлеровским фашизмом» (Болгария, 16.05.1985)
- Медаль «30 лет Халхин-Гольской Победы» (Монголия, 1969)
- Медаль «30 лет Победы над милитаристской Японией» (Монголия, 1975)
- Медаль «50 лет Монгольской Народной Армии» (Монголия, 15.03.1971)
- Медаль «50 лет Монгольской Народной Революции» (Монголия, 16.12.1971)
- Медаль «40 лет Халхин-Гольской Победы» (Монголия, 26.11.1979)
- Медаль «60 лет Вооружённым силам МНР» (Монголия, 29.12.1981)
- Медаль «20-я годовщина Революционных Вооружённых сил Кубы» (Куба, 1976)
- Медаль «30-я годовщина Революционных Вооружённых сил Кубы» (Куба, 24.11.1986)

## Воинские звания
- Капитан (имел это звание в начале 1941)
- Майор (1941)
- Подполковник (1942)
- Полковник (1943)
- Генерал-майор (11.07.1945)
- Генерал-лейтенант (31.05.1954)
- Генерал-полковник (7.05.1960)
- Генерал армии (12.04.1967)

## Сочинения
- Полное изгнание фашистских захватчиков с советской земли. — Москва: Знание, 1975.
- Сухопутные войска. — Москва: Знание, 1977.
- Почетная обязанность. — Москва: Воениздат, 1979.
- Сухопутные войска СССР: Зарождение. Развитие. Современность. — Москва: Воениздат, 1985.
- Научное обобщение боевого опыта, правил жизни и деятельности войск. // Военно-исторический журнал. — 1976. — № 3. — С.3-12.

## Память
- Почётный гражданин города Житомир (1974)
- Мемориальная доска на здании Главкомата Сухопутных войск в Москве (2006)